# KRC Zuid-West-Vlaanderen
El Koninklijke Racing Club Zuid-West-Vlaanderen fue un equipo de fútbol belga de Harelbeke que alguna vez jugó en la Primera División de Bélgica, la liga de fútbol más importante del país.

## Historia
Fue fundado en el año 1930 en la ciudad de Harelbeke, Provincia de Flandes Occidental con el nombre RC Harelbeke y registrado ante la Real Federación Belga de Fútbol con el número de matrícula 1615. En 1955 cambiaron su nombre por el de RKC Harelbeke, ascendiendo por primera vez a la Segunda División de Bélgica en 1978.
Se volvieron un equipo regular en el segundo nivel de Bélgica, hasta que en 1995 consiguieron su ascenso a la Primera División de Bélgica tras ganar la ronda de Play-off luego de cuatro intentos fallido en la misma ronda.
En 1998 consiguieron su mejor posición en la máxima categoría tras quedar en quinto lugar, suficiente para clasificar a su único torneo internacional: la Copa Intertoto de la UEFA 1998, en la que fueron eliminados en la Tercera Ronda por el UC Sampdoria de Italia tras perder sus 2 partidos y ni siquiera meter un gol. Jugaron 5 temporada en la máxima categoría del fútbol de Bélgica, disputando más de 100 partidos, de los cuales la mayoría fueron victorias.
Al final de la temporada 2000/01 descendieron a la Segunda División de Bélgica y cambiaron su nombre por KRC Zuid-West-Vlaanderen, y al año siguiente se fusionaron con el KSV Ingelmunster para crear al KSV Ingelmunster-Zuidd-West, el cual se le conoce actualmente como SW Ingelmunster-Harelbeke. Se fusionaron debido a que al Zuid-West-Vlaanderen lo liquidaron después de que les fue negada la licencia de competición.

## Palmarés
- Segunda División de Bélgica Play-off: 1

1994/95

## Participación en competiciones de la UEFA
| Temporada | Torneo                    | Ronda | Club         | Casa | Visita | Global |
| --------- | ------------------------- | ----- | ------------ | ---- | ------ | ------ |
| 1998      | Copa Intertoto de la UEFA | 3     | UC Sampdoria | 0-1  | 0-3    | 0-4    |